# گراسیلا آلفانو
گراسیلا آلفانو (اسپانیایی: Graciela Alfano‎؛ زادهٔ ۱۴ دسامبر ۱۹۵۲) بازیگر و مدل اهل آرژانتین است. وی از سال ۱۹۷۱ میلادی تاکنون مشغول فعالیت بوده‌است. وی در دهه ۱۹۷۰ و ۱۹۸۰ میلادی، نماد جذابیت در آرژانتین بود.
از فیلم‌ها یا برنامه‌های تلویزیونی که وی در آن نقش داشته‌است، می‌توان به مادربزرگ اشاره کرد.